# Стажери (фільм)
Стажери (англ. The Internship) — американська комедія, вийшла в світ у 2013 році, режисер фільму Шон Леві, сценаристами виступили Вінс Вон та Джаред Штерн. В головних ролях Вінс Вон, Оуен Вілсон.

## Сюжет
Головних героїв: Білла і Ніка - звільняють з улюбленої роботи. Вони працювали продавцями, але ж на вулиці цифровий вік, тепер можна продавати і на кріслі перед монітором комп'ютера. Але, головні герої не сумують і вирішують теж спробувати себе в інтернеті. Так вони зовсім випадково потрапляють до відбіркової групи однієї популярної інтернет компанії, де чоловіками доведеться довести молодим гікам, на що вони здатні і що в житті є ще щось, крім інтернету і комп'ютера.

## У головних ролях
- Оуен Вілсон — Нік
- Вінс Вон — Біллі
- Роуз Бірн — Дана
- Джон Гудмен — Босс Ніка
- Джоанна Гарсіа — Меган
- Джош Гад — Навушники
- Вілл Ферелл — Продавець матрасів
- Джессіка Зор — Маріелена
- Ділан О'Браєн — Стюарт Твомблі
- Макс Мінґелла — Грем
- Аасіф Мандві — Містер Четті
- Честі Баллестерос — Мері Лав
- Ерік Андре — Сід

## Цікаві факти
- Оуен Вілсон і Вінс Вон вже грали разом у фільмі 2004 року «Старскі та Гатч» і у фільмі 2005 року « Непрохані гості».
- Засновник компанії Google - Сергій Брін - двічі з'являється у фільмі